# Way Back Home (filme de 2011)
Way Back Home é um filme filipino, dirigido por Jerry Lopez Sineneng. Estrelado por Kathryn Bernardo e Julia Montes, foi produzido e distribuído pela Star Cinema.

## Elenco
- Kathryn Bernardo como Joanna Santiago/Ana Bartolome
- Julia Montes como Jessica" Jessie" Lorraine S. Santiago
- Enrique Gil como Michael Estacio
- Sam Concepcion como AJ Delgado
- Agot Isidro como Amelia "Amy" Santiago
- Tonton Gutierrez como Ariel Santiago
- Lotlot De Leon como Lerma Bartolome
- Clarence Delgado como Buboy Bartolome
- Bella Flores como Lola Nita
- Ahron Villena como Jeffrey Santiago
- Jairus Aquino como Junior Bartolome
- Josh Ivan Morales como Uncle Dado
- Gilleth Sandico como Tida (tia)
- Mickey Ferriols como Girly
- Kyle Danielle Ocampo como Jessica Santiago (jovem)
- Veyda Inoval como Pochay
- Brenna Penaflor como Joanna Santiago (jovem)
- Veronica Louise Bernardo como Ana Bartolome (jovem)
- Cecil Paz como Yaya Minda
- Aerol Hernandez como ???